# Людовик Арман де Бурбон-Конти (1661)
Луи Арман I де Бурбон (фр. Louis-Armand Ier de Bourbon, 30 апреля 1661, Париж — 9 ноября 1685, Фонтенбло) — французский принц крови, 2-й принц де Конти (1666—1685), представитель династии Бурбонов. Зять короля Людовика XIV.

## Биография
Родился в Париже. Старший сын Армана де Бурбона (1629—1666), 1-го принца де Конти, и Анны Марии Мартиноцци (1639—1672), племянницы кардинала Джулио Мазарини.
В 1666 году после смерти своего отца Луи Арман де Бурбон унаследовал титул принца де Конти.
В августе 1679 года Луи Арман де Бурбон-Конти  представлял жениха во время предварительного заключения брака между французской принцессой Марией Луизой Орлеанской и королём Испании Карлом II.
Служил во французской армии во Фландрии в 1683 году, затем, против воли короля, отправился в Венгрию, где на стороне имперской армии участвовал в осаде Эстергома (1683).
В ноябре 1685 года скончался в Фонтенбло от оспы, которой заразился от своей жены. После смерти бездетного Луи Армана титул принца де Конти унаследовал его младший брат Франсуа Луи де Бурбон (1664—1709).

## Брак
16 января 1680 года Луи Арман де Конти женился на своей кузине Марии Анне де Бурбон (1666—1739), незаконнорождённой дочери французского короля Людовика XIV и его первой фаворитки Луизы Франсуазы де Лавальер. Во время свадьбы жениху было 18 лет, а невесте — 13. Их первая брачная ночь прошла безрезультатно, юная принцесса разочаровалась, а принц больше не хотел делить ложе с женщинами.

## Титулы и стили
- 30 апреля 1661 — 26 февраля 1666 — Его Светлость Принц де Ла-Рош-сюр-Йон
- 26 февраля 1666 — 9 ноября 1685 — Его Светлость Принц де Конти